# Alessandro Scarlatti

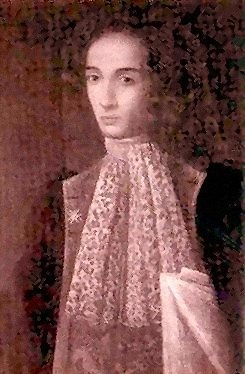
Scarlatti w młodości

Alessandro Pietro Gaspare Scarlatti (ur. 2 maja 1660 w Palermo, zm. 24 października 1725 w Neapolu) – włoski kompozytor okresu baroku.

## Życiorys
Pochodził z rodziny neapolitańskich muzyków. Drugi z ośmiorga dzieci Pietro Scarlattiego i Eleonory d’Amato. Brat Anny Marii Scarlatti, Melchiory Brigidy Scarlatti, Francesca Antonia Nicoli Scarlattiego i Tommaso Scarlattiego. Ojciec Pietra Filippo Scarlattiego oraz Domenica Scarlattiego. Z dziesięciorga dzieci z Antonią Anzalone (siedmiu synów i trzy córki), pięcioro dożyło wieku dojrzałego. Mając 12 lat zetknął się w Rzymie z takimi mistrzami ówczesnej muzyki jak Giacomo Carissimi, Bernardo Pasquini i Arcangelo Corelli. Możliwe, że kształcił się u Francesco Provenzale. Był dyrektorem konserwatorium w Neapolu, czołowym przedstawicielem operowej szkoły neapolitańskiej. W latach 1679–1683 był kapelmistrzem szwedzkiej królowej Krystyny.
Komponował głównie opery (115), ale także oratoria, msze, motety, kantaty, madrygały i psalmy. Jego syn Domenico Scarlatti (1685–1757) również był znanym kompozytorem.
Interesował się kulturą polską, wyrażając to np. poprzez oratorium „San Casimiro rè di Polonia”.

## Wybrane opery
(tytuł, data i miejsce pierwszego przedstawienia)
- Gli Equivoci nel sembiante (1679, Bolonia (jako L’Errore innocente))
- L’Honestŕ negli Amori (6 lutego 1680, Palazzo Bernini w Rzymie)
- Il Pompeo (1683, Palazzo Colonna w Rzymie)
- Pirro e Demetrio (1684, Teatr San Bartolomeo w Neapolu)
- Rosmene overo L’Infedeltŕ fedele (1688, Palazzo Reale w Neapolu)
- Gli Equivoci in amore overo La Rosaura (grudzień 1690, Rzym)
- La Caduta dei Decemviri (listopad 1697, Teatr San Bartolomeo w Neapolu)
- L’Eraclea (1700, Teatr San Bartolomeo w Neapolu)
- Il Mitridate Eupatora (1707, Teatr San Giovanni Crisostomo w Wenecji)
- Il Tigrane ossia L’egual impegno d’amore e di fede (16 lutego 1715, Teatr San Bartolomeo w Neapolu)
- Le Dirindine (1715, Teatr Capranica w Rzymie)
- Ifigenia in Aulide (4 listopada 1718, Wiedeń)
- Il trionfo dell’onore (26 listopada 1718, Teatr Fiorentini w Neapolu)
- Marco Attilio Regulo (1719, Rzym)
- La Griselda (1721)